# Instituto de Educación Secundaria
Los Institutos de Educación Secundaria (IES) son los centros educativos de titularidad pública donde en España se imparte la enseñanza secundaria tanto en su tramo obligatorio (ESO, habitualmente entre los doce y los dieciséis años) como en su tramo no obligatorio (Bachillerato), así como enseñanzas de formación profesional (ciclos formativos de grado medio y superior) y otros programas de garantía social o educación compensatoria. En las estadísticas del curso 2014-2015 se recogen 4.834 centros que imparten (con distintas combinaciones) ESO, Bachillerato y Formación Profesional, 4.019 de los cuales son públicos y 815 privados (la mayoría de centros privados que imparten alguno de esos niveles de enseñanza suelen incluir también la Educación Primaria -3.039-, mientras que solo 517 centros públicos lo hacen así). El número medio de alumnos por unidad (grupo de alumnos) en los centros públicos durante ese curso fue de 24,9 en la ESO y de 27,3 en el Bachillerato. Más de doscientos mil profesores realizan su labor en los institutos públicos (más de ciento cincuenta mil en centros privados, aunque en esa cifra también se incluyen los que imparten la etapa de Primaria) y más de tres millones de alumnos cursan ESO, Bachillerato o Formación Profesional (tanto en centros públicos como en privados).
Los Institutos de Educación Secundaria surgieron por la transformación de los antiguos Institutos de Bachillerato (IB) e Institutos de Formación Profesional (IFP) mediante la LOGSE (Ley Orgánica General del Sistema Educativo -Ley Orgánica 1/1990-), actualmente modificada y sustituida por la LOE (Ley Orgánica de Educación -2/2006-) y la LOMCE (Ley Orgánica para la Mejora de la Calidad Educativa -8/2013-).
Al frente de cada IES hay un equipo directivo, con un director, un jefe de estudios y un secretario. En IES masificados puede haber además uno o varios jefes de estudios adjuntos, y en ocasiones otros cargos, como el vicedirector (en desuso). Además de los jefes de cada departamento pedagógico (antes denominados seminarios: Lengua Española y Literatura, Matemáticas, Inglés, Geografía e Historia, Biología y Geología, Física y Química, Tecnología, Educación Física, Educación Plástica y Visual, Música, Filosofía, Francés, Alemán, Latín, Griego, Economía y Religión), y del jefe del departamento de Orientación Educativa, suele designarse un jefe de departamento de Actividades Extraescolares y un responsable de las TIC (tecnologías de la información y la comunicación), así como otros de riesgos laborales y de formación del profesorado. Las comunidades autónomas con lengua propia (Cataluña, Comunidad Valenciana, Baleares, Galicia, País Vasco y Navarra) añaden departamentos de esas lenguas. En ciertas zonas de otras comunidades se da la enseñanza de lenguas vernáculas (Asturias y Aragón -donde también se enseña el catalán en algunas localidades-). También existen, en todos los IES, profesores que imparten la asignatura optativa de Religión católica y que están sujetos a un marco normativo especial, vinculado al Acuerdo entre el Estado español y la Santa Sede sobre Enseñanza y Asuntos Culturales del 3 de enero de 1979 (para la religión católica -existe la posibilidad de enseñanza de la religión de otras confesiones que han llegado a acuerdos con el Estado-). El conjunto del profesorado del IES constituye su Claustro. El órgano máximo de gobierno del IES es el Consejo Escolar, en el que están representados todos los componentes de la comunidad educativa (alumnado, padres y madres de alumnos, profesorado, personal no docente (denominado "de administración y servicios"), dirección del centro y un representante del ayuntamiento o de alguna institución social representativa).

## Denominaciones históricas

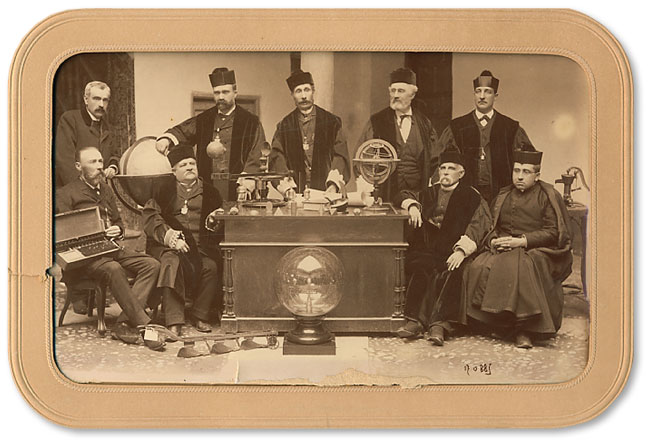
Primer profesorado del Instituto Padre Suárez de Granada.

Instituto de Segunda Enseñanza, Instituto Nacional de Bachillerato y posteriormente Instituto de Bachillerato, fueron las denominaciones de los centros de enseñanza de nivel secundario y titularidad pública en los que se estudiaba la segunda enseñanza o bachillerato, es decir, las enseñanzas medias encaminadas a la Universidad, tal como fueron organizadas desde la Ley Moyano de 1857 (que preveía la creación de al menos uno en cada capital de provincia) y con diferentes planes educativos hasta el franquismo. Desde 1845, el plan de estudios de Pedro José Pidal había iniciado los primeros institutos, en que se impartía la Segunda Enseñanza Elemental y la Segunda Enseñanza de Ampliación. Los ministros de Educación Nacional del primer franquismo Pedro Sáinz Rodríguez, José Ibáñez Martín y Joaquín Ruiz-Giménez diseñaron otros planes.
El último de esos planes fue el de la Ley General de Educación de 1970 (ministro José Luis Villar Palasí), que implantó el BUP (Bachillerato Unificado Polivalente), llamado bachillerato moderno, de tres cursos, al que se accedía tras aprobar la EGB y que se cursaba habitualmente de los catorce hasta los diecisiete años (tras los que se realizaba un COU -Curso de Orientación Universitaria-); frente al bachillerato antiguo, de seis cursos en dos tramos (Bachiller elemental y Bachiller superior), que se impartía desde los diez a los dieciséis años, con reválidas. Antes de que se crease el sistema de homologación, los centros de estudios privados no podían por sí mismos dar títulos, y debían enviar a sus alumnos a examinarse a los Institutos para conseguir los títulos oficiales.
Con la transición española los institutos pasaron a denominarse simplemente Instituto de Bachillerato (eliminando el adjetivo Nacional añadido durante el franquismo). Actualmente, tras la reforma educativa de 1990, los institutos han pasado a impartir ESO (Enseñanza Secundaria Obligatoria, de cuatro cursos, de doce a dieciséis años) y Bachillerato (de dos cursos, habitualmente de dieciséis a los dieciocho años), tras los que se obtiene respectivamente el Graduado en Educación Secundaria (al finalizar la ESO) y el Título de Bachillerato en la especialidad correspondiente (al finalizar el Bachillerato). Posteriormente, los alumnos realizan la PAU (Prueba de Acceso a la Universidad). 
Hasta que las competencias educativas fueron transferidas a las comunidades autónomas, entre los años ochenta y noventa, los institutos dependían del Ministerio de Educación, es decir, del gobierno central, y aún lo siguen haciendo los de las ciudades autónomas de Ceuta y Melilla, única zona que continúa de la que durante el periodo de transición se denominaba territorio MEC, junto a algunos centros de carácter especial.

## Cuerpos docentes
Sus profesores, que deben previamente ser doctores, licenciados, ingenieros o arquitectos, o con título de grado equivalente, deben realizar un máster en Educación específico, que los prepara para las funciones docentes. Tras este periodo de formación, obtienen su plaza por concurso-oposición, que con frecuencia implica varios años adicionales de estudio de los temarios exigidos en un contexto muy competitivo, pues el número de aspirantes suele superar con creces la oferta de plazas, y es frecuente que estas sean menos del cinco por ciento del número de opositores. 
Anteriormente las plazas de los institutos estaban divididas en dos categorías: la de Catedrático de Instituto (uno por instituto y seminario) y las de profesor agregado. Inicialmente eran equivalentes en nivel académico a las plazas del profesorado de las escuelas de magisterio o escuela normal. Era habitual que los docentes complementaran sus ingresos con actividades externas, y durante algún tiempo existía un complemento de dedicación exclusiva para los que no optaban por hacerlo así. La Ley de incompatibilidades de las Administraciones Públicas (53/1984) acabó con esa práctica. Desde los años setenta se fue contratando una gran cantidad de profesores interinos. 
La reforma educativa (LOGSE) trajo consigo la unificación de los cuerpos docentes de Catedráticos Numerarios de Bachillerato, Profesores Agregados de Bachillerato y de Profesores de Formación Profesional, y la desaparición como tal del cuerpo de catedráticos, cargo que pasó a ser una condición personal. Posteriormente, la LOCE (L.O. 10/2002) reimplantó el cuerpo de Catedráticos de Enseñanza Secundaria, y la LOE (L.O. 2/2006), que sustituyó a la anterior, lo mantuvo; no obstante, al cuerpo de Catedráticos de Enseñanza Secundaria ya no se accede por oposición libre, sino por concurso de méritos (que no se convoca regularmente). 
Durante el proceso de implantación de la ESO (años noventa) el antes llamado primer ciclo de la ESO (1.º y 2.º, alumnos que habitualmente tienen entre doce y catorce años) se estuvo impartiendo en los colegios que antes impartían la EGB y que posteriormente quedaron convertidos en colegios de educación infantil y primaria (CEIP). Al pasar a cursarse en los institutos de secundaria, los dos primeros años de la ESO transitoriamente pueden impartirse por algunos de los mismos profesores que lo habían hecho en los colegios, que proceden del antiguo cuerpo de profesores de EGB (maestros) y que hayan optado por trasladarse a los institutos.

## Profesores ilustres
La privilegiada posición de los institutos, que en la mayor parte de las provincias eran la máxima institución cultural existente, produjo que muchos de sus profesores alcanzaran notoriedad en el mundo intelectual español entre mediados del siglo XIX y mediados del siglo XX. Los colaboradores de Mariano de la Paz Graells, una de las máximas autoridades científicas de la segunda mitad del siglo XIX, se proponían como puestos alternativos el Museo Nacional de Ciencias Naturales y las agregadurías de instituto. Miguel de Unamuno, a principios del siglo XX mantenía contactos regulares con muchos profesores de instituto de diferentes provincias, viendo en ellos un reflejo de la vida intelectual española (que no veía precisamente con optimismo). A partir de la década de los setenta la generalización de la enseñanza media y el crecimiento de la universitaria alejó a la élite intelectual de los institutos.
Entre los más ilustres profesores de instituto pueden citarse a (Se ordenan por fecha de nacimiento
): Nicolás Salmerón (Biología, Ética e Historia, político), Manuel Galdo (Historia Natural, político, su manual para el Cardenal Cisneros de Madrid -el primero que no se traduce del francés- se fue actualizando desde 1855 hasta 1894), José Muro y López Salgado (Historia, político), Antonio López Muñoz (Filosofía, político), Julián Besteiro (Filosofía, político), Antonio Machado (Francés, poeta -que no obstante, vivió su puesto en Baeza como un destierro del que hizo todo lo posible por salir-), Celso Arévalo (Historia Natural, limnólogo), Gerardo Diego (Lengua Española, poeta), Rafael de Penagos (Dibujo, ilustrador), Mariano Quintanilla y Romero (Filosofía, político y escritor), María Zambrano (Filosofía, filósofa), Matilde Moliner (Geografía e Historia), Ramón Martínez-López (Lengua Española, político), Gonzalo Torrente Ballester (Lengua Española, novelista), Antonio Domínguez Ortiz (Geografía e Historia, historiador), Valentín García Yebra (Griego, académico), Manuel Fernández-Galiano (Griego), José Manuel Blecua Teijeiro (Lengua y Literatura, filólogo -padre de un presidente de la RAE-), Francisco Rodríguez Adrados (Griego, académico), Emilio Alarcos (Lengua y Literatura, académico), Gustavo Bueno (Filosofía, filósofo), Agustín García Calvo (Griego), Emilio Lledó (Filosofía, académico), etc.
En la polémica sobre el evolucionismo que se produjo desde 1875, destacó el protagonismo de los catedráticos de instituto de Ciencias Naturales (Rafael García y Álvarez, de Granada, y Máximo Fuerte Acevedo, de Badajoz), que en algunos casos fueron privados de sus cátedras (un reglamento ministerial negaba la libertad de cátedra en cuestiones que se entendieran opuestas a la fe católica).
La expulsión de los krausistas de la universidad (la denominada cuestión universitaria de 1875) llevó a la enseñanza media a un notable grupo de profesores universitarios (Francisco Giner de los Ríos, Gumersindo de Azcárate, etc.), aunque no en institutos estatales, sino en la denominada Institución Libre de Enseñanza (desde 1881 dirigida por Manuel Bartolomé Cossío); a partir de la que se creó el Instituto Escuela (1918, que contó durante los años treinta con profesores como María Zambrano). Tras la guerra civil se suprimió (1939), utilizándose sus instalaciones para el Instituto Ramiro de Maeztu y el Instituto Isabel la Católica.

## Represión y nacionalcatolicismo
A partir de 1939, la represión de los profesores de instituto considerados no afines al bando vencedor en la guerra civil española fue confiada a la denominada Comisión "C" de depuración del magisterio español. Entre otros cargos hoy desaparecidos, algunos institutos contaron con dirección espiritual, a cargo de los sacerdotes que impartían la asignatura obligatoria de Religión. Ésta era una de las denominadas tres marías, junto a la Gimnasia y a la Formación del Espíritu Nacional, que además de su proverbial menor exigencia intelectual, eran consideradas claves en la transmisión de los valores nacionalcatólicos de la educación franquista.

## Segregación por sexos
Había institutos femeninos y masculinos. La generalización de la coeducación, desde los años setenta y ochenta del siglo XX, los ha convertido a todos en mixtos. La posibilidad de existencia de colegios privados segregados por sexos es discutida para los colegios concertados, sostenidos con fondos públicos, y de hecho solo existen unos pocos casos en algunas comunidades autónomas.

## Historia de los institutos

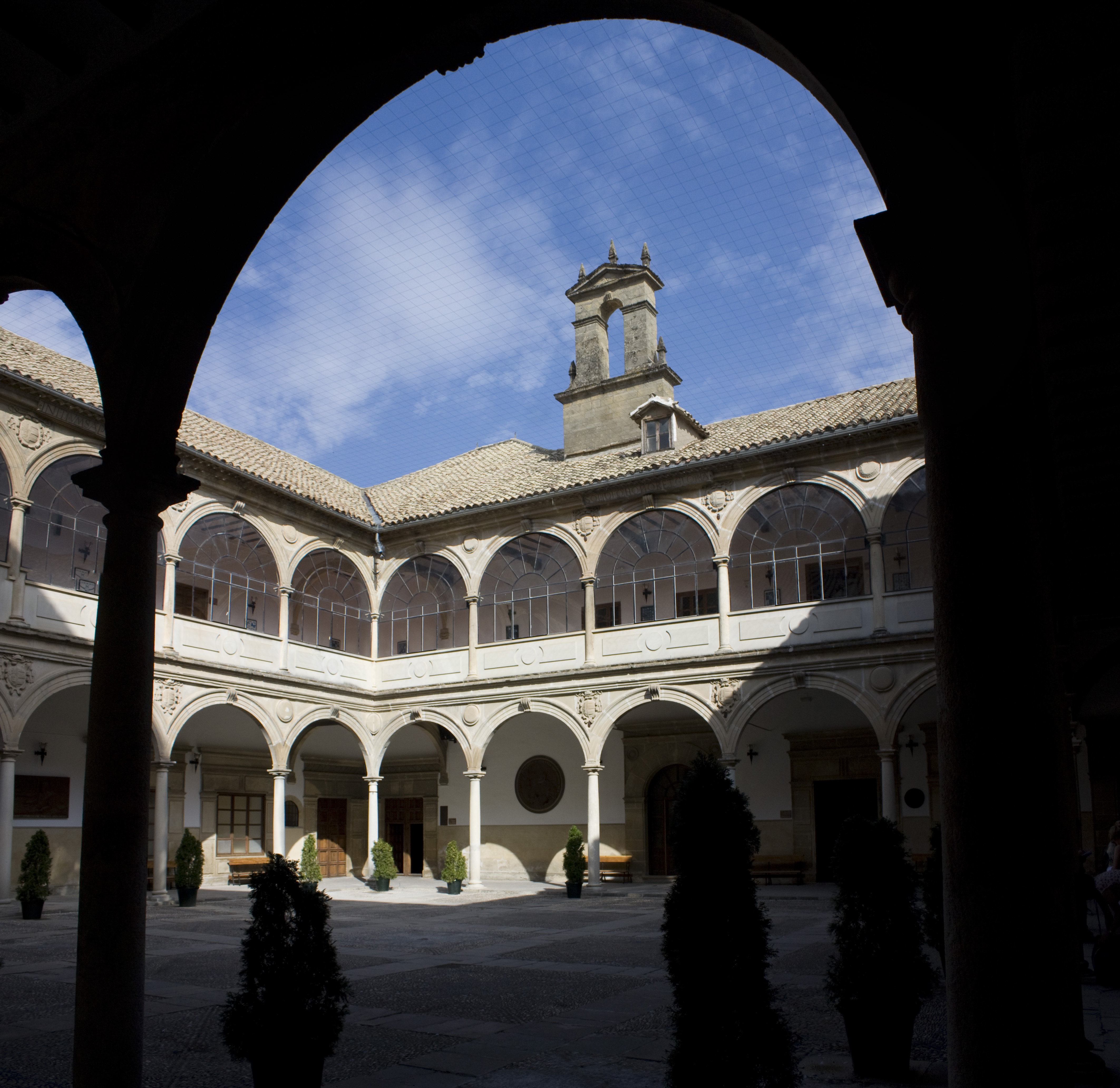
IES Santísima Trinidad de Baeza, en el edificio de la antigua Universidad.

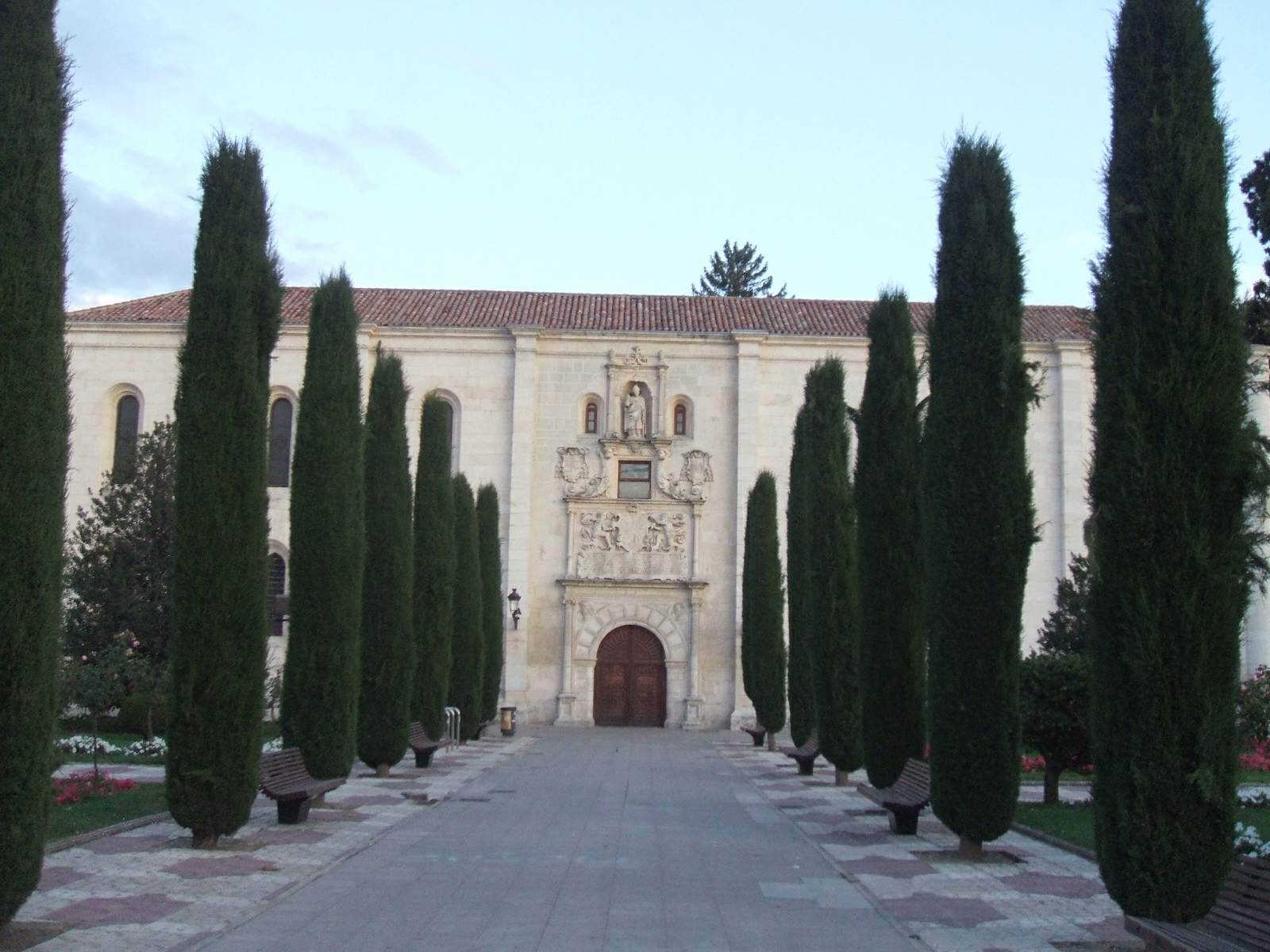
IES Cardenal López Mendoza de Burgos, en el edificio del Colegio de San Nicolás.

Entre los institutos más antiguos, fundados como centros educativos de distinta naturaleza con anterioridad al establecimiento de las enseñanzas medias regladas a mediados del siglo XIX, están:
En el Antiguo Régimen, el San Isidro de Madrid (fundado en 1346 como "Estudios de la Villa") el Plaza de la Cruz de Pamplona (fundado en 1499 en la Sinagoga Mayor como estudios municipales de latín y humanidades), el Santísima Trinidad de Baeza (fundado como Universidad de Baeza en 1538), el Cardenal López Mendoza de Burgos (funcionó desde 1561 como colegio jesuita y de otras órdenes religiosas, como "Universidad de segunda Enseñanza" en 1822-1823 y como "Instituto Literario Superior" desde 1840), el Antonio Machado de Soria (fundado como colegio jesuita en 1576) el Aguilar y Eslava de Cabra (fundado como "Real Colegio de la Purísima Concepción" en 1692), el "Canarias Cabrera Pinto" de La Laguna (fundado como colegio agustino en 1701, fue desde 1821 hasta 1845 "Universidad Literaria de San Fernando", y desde 1846 "Instituto de Segunda Enseñanza de Canarias"), el Antoni Torroja de Cervera (fundado como Universidad de Cervera en 1717 -activa desde 1740-), el Brocense de Cáceres (fundado como colegio o noviciado jesuita de Cáceres a mediados del siglo XVIII, "Real Colegio de Humanidades" desde 1822 e instituto desde 1839), el Francisco Cascales de Murcia (fundado como Colegio de Teólogos de San Isidoro en 1733 -activo desde 1767, el Real Instituto Jovellanos de Gijón (fundado en 1794 como Real Instituto Asturiano de Náutica y Mineralogía), El Greco de Toledo (fundado en 1795 como Real Universidad de Toledo), etc.
Ya en el Nuevo Régimen se establecieron el Ramon Llull de Palma de Mallorca (fundado en 1835 como "Instituto Balear") el Brianda de Mendoza de Guadalajara (1837), el Alfonso X el Sabio de Murcia (fundado en 1837 como "Instituto Provincial de Segunda Enseñanza" -se indica que fue el tercero de España, tras los de Palma de Mallorca y Guadalajara-), el Práxedes Mateo Sagasta de Logroño (1837 como "Instituto Riojano"), el Padre Luis Coloma de Jerez de la Frontera (1838), el Bachiller Sabuco de Albacete (1839), el Ramón Muntaner de Figueras (1839), el Maestro Juan de Ávila de Ciudad Real (1843), el Instituto Provincial de Segovia (desdoblado actualmente en el Andrés Laguna y el Mariano Quintanilla) continuó las cátedras de Matemáticas y Química creadas en 1841 (la Academia de Artillería del Alcázar había protagonizado ambos ámbitos), etc. Se recoge que también funcionaron como instituciones educativas anteriores a 1845 los institutos de Cartagena, Mahón, Reus y Santiago de Compostela.
En 1845 el llamado "Plan Pidal" decretó el establecimiento de un instituto de segunda enseñanza en cada capital de provincia (dos en Madrid, el San Isidro y el Cardenal Cisneros -con el nombre de "Instituto del Noviciado"-), algunos dependientes del Ministerio de Gobernación y otros de la universidad que tuviera su sede en esa ciudad. Entre ellos estuvieron los actualmente denominados Balmes (Barcelona), Lluís Vives (Valencia), San Isidoro (Sevilla, fundado con el nombre de "Instituto Provincial de Segunda Enseñanza"), Goya (Zaragoza), Zorrilla (Valladolid), Vicente Espinel (antes denominado "Gaona" -Málaga-), Jaume Vicens Vives (Gerona, fundado con el nombre de "Instituto Provincial Gerundense"), Vega del Turia (antes Ibáñez Martín, Teruel -se recoge que había funcionado como centro educativo a finales del siglo XVIII-), Claudio Moyano (Zamora), Jorge Manrique (Palencia), Bárbara de Braganza(Badajoz), Jorge Juan (Alicante), Padre Isla (León), o Nicolás Salmerón(Almería); etc.
No faltaron conflictos institucionales entre las distintas administraciones (central, provinciales, municipales, universitarias, y entre los propios institutos):
Además de este conflicto en Asturias, también los hubo en las provincias de La Coruña (donde no se pudo crear el instituto de la capital provincial hasta 1862 -Eusebio da Guada- por existir el de Santiago), de Cádiz (donde no se pudo crear el instituto de la capital provincial hasta 1863 -Columela- por existir el de Jerez), de Córdoba, etc.
La animadversión de Machado al edificio, que le recordaba a los antiguos ocupantes, se extendía al propio nombre (consideraba innecesario vincularse con actividades alusivas al dramaturgo, aduciendo una cita de este mismo: "Que el traidor no es menester siendo la traición pasada"); y en cuanto pudo, solicitó el traslado al Cervantes de Madrid (la II República había redenominado con ese nombre el antiguo instituto femenino "Infanta Beatriz", que pasó a ser mixto). Su premonición de que los jesuitas volverían a ocupar el edificio del Calderón se cumplió en 1939, tras la victoria del bando sublevado en la Guerra Civil. La denominación "Calderón de la Barca" se recuperó para un instituto público masculino creado en 1964-1968 junto con un equivalente femenino (el Emperatriz María de Austria, ambos en el entorno de la Plaza Elíptica). El Cervantes pasó a ocupar entre 1950 y 1960 el edificio del Colegio Alemán (fundado en 1896 y trasladado en muchas ocasiones, y posteriormente la antigua sede de la Facultad de Veterinaria de la Universidad Complutense, en la Glorieta de Embajadores. (Jornadas conmemorativas del 40.º aniversario de la muerte de Antonio Machado -1979- y del 50.º aniversario de la fundación del Instituto de Bachillerato Cervantes 1981. En el año 1933 se fundó el Lope de Vega, que fue uno de los seis "institutos de enseñanza media" que continuaron existiendo en Madrid después de la guerra (el Calderón se suprimió, continuaron el Cervantes y el San Isidro, y los vinculados a la Institución Libre de Enseñanza se convirtieron en el Isabel la Católica y el Ramiro de Maeztu). Historia del Instituto Lope de Vega.</ref> Desde las últimas décadas del siglo XX, la generalización del acceso a enseñanza media por los cambios sociales y legislativos produjo un notable incremento del número de institutos, hasta los más de cuatro mil existentes en la actualidad.